# Коровайка американська
Коровайка американська (Plegadis chihi) — вид пеліканоподібних птахів родини ібісових (Threskiornithidae).

## Поширення
Птах поширений на півдні Канади, в США, Мексиці, Центральній Америці та південній половині Південної Америки (південь Бразилії, Болівія, Парагвай, Уругвай, Аргентина, центральна частина Чилі). У 2012 році загальний розмір популяції, за оцінками, становив 1,2 мільйона птахів і збільшувався.

## Опис
Вид досить схожий на звичайну коровайку та тривалий час вважався її підвидом. Оперення глянцеве коричневе, з металевим зеленкуватим відтінком на крилах та хвості. Навколо основи дзьоба є неоперена ділянка білого кольору (у звичайної коровайки вона коричнева).

## Спосіб життя
Коровайка американська харчується різноманітними безхребетними, такими як комахи, п'явки, равлики, раки та дощові черв'яки. Також може поїдати дрібних хребетних (рибу, тритонів та жаб. Цей вид розмножується колоніально на болотах, зазвичай гніздиться в кущах або на низьких деревах. Воліє гніздитися в частинах болота з густою рослинністю. Птах будує гніздо з очерету на острівці серед мілководдя. Відкладає три-чотири синьо-зелених яйця.